# Castillo Ross
El Castillo Ross, es una edificación ubicada a los pies del Cerro Castillo, en la ciudad de Viña del Mar, Chile.

## Historia
Fue construido en 1921 como residencia del empresario y político Gustavo Ross Santa María por el arquitecto Alberto Cruz Montt en los antiguos terrenos de propiedad de Ramón Nieto, dueño de la ladera norponiente del Cerro Castillo.
En 1922 el inmueble fue vendido al empresario textil Luis Guevara, quien lo habitó hasta 1967, cuando fue adquirido para albergar la sede del Club Unión Árabe. El 9 de mayo de 2000 fue declarado Edificación de Interés Histórica y/o Arquitectónica por la Municipalidad de Viña del Mar.